# Soleymieu
Soleymieu és un municipi francès situat al departament de la Isèra i a la regió d'Alvèrnia-Roine-Alps. L'any 2007 tenia 672 habitants.

## Demografia

### Població
El 2007 la població de fet de Soleymieu era de 672 persones. Hi havia 236 famílies de les quals 51 eren unipersonals (12 homes vivint sols i 39 dones vivint soles), 67 parelles sense fills, 110 parelles amb fills i 8 famílies monoparentals amb fills.
La població ha evolucionat segons el següent gràfic:
Habitants censats

### Habitatges
El 2007 hi havia 307 habitatges, 244 eren l'habitatge principal de la família, 35 eren segones residències i 28 estaven desocupats. 286 eren cases i 21 eren apartaments. Dels 244 habitatges principals, 205 estaven ocupats pels seus propietaris, 30 estaven llogats i ocupats pels llogaters i 8 estaven cedits a títol gratuït; 9 tenien dues cambres, 23 en tenien tres, 79 en tenien quatre i 134 en tenien cinc o més. 194 habitatges disposaven pel capbaix d'una plaça de pàrquing. A 78 habitatges hi havia un automòbil i a 153 n'hi havia dos o més.

### Piràmide de població
La piràmide de població per edats i sexe el 2009 era:
| Homes | Edats   | Dones |
| ----- | ------- | ----- |
| 0     | 95 o +  | 0     |
| 0     | 90 a 94 | 0     |
| 0     | 85 a 89 | 8     |
| 4     | 80 a 84 | 0     |
| 12    | 75 a 79 | 4     |
| 12    | 70 a 74 | 12    |
| 20    | 65 a 69 | 24    |
| 4     | 60 a 64 | 0     |
| 8     | 55 a 59 | 4     |
| 12    | 50 a 54 | 16    |
| 20    | 45 a 49 | 28    |
| 16    | 40 a 44 | 24    |
| 24    | 35 a 39 | 16    |
| 28    | 30 a 34 | 28    |
| 20    | 25 a 29 | 16    |
| 24    | 20 a 24 | 24    |
| 20    | 15 a 19 | 32    |
| 28    | 10 a 14 | 12    |
| 24    | 5 a 9   | 16    |
| 28    | 0 a 4   | 8     |

## Economia
El 2007 la població en edat de treballar era de 427 persones, 334 eren actives i 93 eren inactives. De les 334 persones actives 319 estaven ocupades (168 homes i 151 dones) i 15 estaven aturades (5 homes i 10 dones). De les 93 persones inactives 42 estaven jubilades, 26 estaven estudiant i 25 estaven classificades com a «altres inactius».

### Ingressos
El 2009 a Soleymieu hi havia 216 unitats fiscals que integraven 557 persones, la mediana anual d'ingressos fiscals per persona era de 20.512 €.

### Activitats econòmiques
Dels 32 establiments que hi havia el 2007, 1 era d'una empresa extractiva, 1 d'una empresa alimentària, 1 d'una empresa de fabricació de material elèctric, 2 d'empreses de fabricació d'altres productes industrials, 7 d'empreses de construcció, 6 d'empreses de comerç i reparació d'automòbils, 3 d'empreses de transport, 2 d'empreses d'hostatgeria i restauració, 1 d'una empresa financera, 1 d'una empresa immobiliària, 4 d'empreses de serveis, 1 d'una entitat de l'administració pública i 2 d'empreses classificades com a «altres activitats de serveis».
Dels 9 establiments de servei als particulars que hi havia el 2009, 1 era un taller de reparació d'automòbils i de material agrícola, 1 fusteria, 1 lampisteria, 4 electricistes i 2 restaurants.
Dels 2 establiments comercials que hi havia el 2009, 1 era una fleca i 1 una floristeria.
L'any 2000 a Soleymieu hi havia 9 explotacions agrícoles que ocupaven un total de 468 hectàrees.

## Equipaments sanitaris i escolars
El 2009 hi havia una escola elemental.

## Poblacions més properes
El següent diagrama mostra les poblacions més properes.